# Ужгородская уния
У́жгородская у́ния — церковная уния, принятая 24 апреля 1646 года в Ужгороде, состоявшая в присоединении 63 православных священников Мукачевской епархии к Римско-католической церкви на условиях Брестской унии 1596 года.
Первая попытка заключить унию в Венгерском королевстве состоялась в 1614 году в монастыре Красный Брод неподалёку Медзилаборец в Словакии.
Главным инициатором Ужгородской унии был иеромонах Петр Парфений. Возможно, он действовал с ведома Мукачевского епископа, галичанина Василия Тарасовича, который довольно открыто симпатизировал идее унии и вёл переговоры о ней с эгерским епископом. Попытка заключить унию была предпринята ещё в 1640 года, однако, и она закончилась неудачно.
Вскоре после этого, епископ Василий Тарасович был арестован князем Ракоци. Также, как и влиятельное семейство католиков Баториев, княжеский род протестантов Ракоци был наиболее влиятельным в крае. Почти весь XVII век. Ракоци проявляли склонность к защите православных от католического давления. Но позднее, вняв просьбе из Рима, Ракоци отпустил епископа Тарасовича, который в 1642 года принял в Риме католичество.
Центром католической экспансии, активно направляемой и поддерживаемой магнатами Другетами, постепенно становился Ужгород, в котором Ракоци не имели влияния. Ещё с 1640 года в Ужгороде обосновались иезуиты. Но утверждение униатства шло долго и сложно. В отличие от Брестской унии, Ужгородская уния стала делом рук православных приходских священников. В целом, их толкало на этот шаг тяжелое социальное, материальное и правовое положение православного духовенства. Главной их целью при этом было достижение уравнения в правах с католическими священниками. Однако, этого так и не произошло (также, как и в результате Брестской унии в Речи Посполитой).
Через несколько лет Тарасович вернулся в Закарпатье и его позиция оказала значительное влияние на заключение Ужгородской унии. Инициаторами заключения унии были базилиане под руководством Петра Парфения.
В 1646 года 63 священника Мукачевской епархии (а всего в епархии было, по разным оценкам, от 600 до 800 священников) в католической часовне Ужгородского замка под руководством эгерского католического епископа Георгия Якушича приняли унию с Римом, названную по месту заключения Ужгородской. Уния была заключена на условиях сохранения византийского обряда богослужения, права выбора униатами епископа, только утверждавшегося Римом, и распространения на присоединившихся православных священников привилегий римско-католического клира.
Однако, при этом не был составлен акт унии. Отсутствовал (или не сохранился) также протокол заседания от 24 апреля. Условия унии, были изложены позднее — в переписке с Римом. Эстергомский архиепископ Георгий Липпай, в непосредственное подчинение которого входили теперь закарпатские униатские священники, давал им дополнительные обещания по улучшению правового статуса священников, что также свидетельствует о том, что условия унии при её заключении зафиксированы не были.
По-видимому, в 1648 г. Тарасович вернулся в Мукачево, где и скончался через несколько месяцев. Умирая, епископ Василий, назначил своим преемником, как раз, Петра Парфения. Однако, утверждение нового, теперь уже униатского епископа надолго затянулось. Несмотря на то, что уния была утверждена синодом в Тырнове в 1648 году, но Святой Престол не стал подтверждать условия, так как в то время Парфений был православным епископом. В 1651 г. был избран новый православный епископ Иоанникий Зейкан. Лишь в конце 1663 г. Петр Парфений смог занять униатскую епископскую кафедру в Мукачево, а овдовевшая, к тому времени, София Батори (по мужу Дьердю II Ракоци), которая вернулась в католицизм, изгнала православного еп. Иоанникия из Мукачева. Только в 1655 году Парфений был назначен Римом греко-католическим епископом мукачевским.
Однако, процесс принятия церковной унии в Венгерском королевстве, шел ещё довольно длительное время.
В 1664 году была заключена уния в Мукачево, присоединившая к греко-католической церкви православное население Закарпатья и венгерской епархии Хайдудорог.
Православный епископ Иоанникий (ум. около 1686 г.) уехал в село Имстичев, где ему удалось построить монастырь. Постепенно центром православной жизни Закарпатья стал регион Мармарош (Марамуреш) на юго-востоке Закарпатья. Уния там была заключена лишь в 1721 г. Но и после этого православие ещё долго сохранялось в местных монастырях. Молдавские и сербские епископы оказывали значительную поддержку православию, однако противостоять давлению светских и католических властей было весьма сложно. Особенно активно стала распространяться уния при греко-католическом епископе Иосифе де Камелисе (1690—1706).
Серьёзным ударом для православия стало поражение восстания во главе с князем Ференцем II Ракоци (1703—1711). В результате, в 1713 году была заключена уния в Мармароше (ныне Румыния). К 1721 году унию признали почти все православные священники Закарпатья. Однако, с православной иерархией в крае было покончено лишь после того, как в 1735 г. в Хустском замке был замучен до смерти последний православный епископ Досифей Феодорович.
В 1949 году под давлением советской власти уния была разорвана и сохранялась только в подполье. Была образована православная Мукачевская и Ужгородская епархия Московского патриархата. В конце 1980-х годов уния была восстановлена в Закарпатье.